# Rilli Island Conservation Park
Rilli Island Conservation Park är en park i Australien. Den ligger i delstaten South Australia, omkring 190 kilometer öster om delstatshuvudstaden Adelaide. Rilli Island Conservation Park ligger 17 meter över havet.
Runt Rilli Island Conservation Park är det mycket glesbefolkat, med 2 invånare per kvadratkilometer.. Närmaste större samhälle är Berri, omkring 13 kilometer norr om Rilli Island Conservation Park. 
Trakten runt Rilli Island Conservation Park består till största delen av jordbruksmark. Genomsnittlig årsnederbörd är 299 millimeter. Den regnigaste månaden är februari, med i genomsnitt 67 mm nederbörd, och den torraste är oktober, med 7 mm nederbörd.